# Islotes del norte de Lanzarote y Famara
Islotes del norte de Lanzarote y Famara este o arie protejată (arie de protecție specială avifaunistică — SPA) din Spania întinsă pe o suprafață de 17.879,32 ha, integral pe uscat.

## Localizare
Centrul sitului Islotes del norte de Lanzarote y Famara este situat la coordonatele 29°12′58″N 13°32′06″W / 29.2162°N 13.535°V.

## Înființare
Situl Islotes del norte de Lanzarote y Famara a fost declarat arie de protecție specială avifaunistică în octombrie 2022 pentru a proteja 18 specii de animale.

## Biodiversitate
Situată în ecoregiunile  și marină macaroneziană, aria protejată nu include niciun habitat protejat.
La baza desemnării sitului se află mai multe specii protejate de  păsări (18): Bucanetes githagineus, Bulweria bulwerii, pasărea ogorului (Burhinus oedicnemus), Calonectris borealis, prundăraș de sărătură (Charadrius alexandrinus), Chlamydotis undulata, Cursorius cursor, egretă mică (Egretta garzetta), Falco eleonorae, șoim călător (Falco peregrinus), piciorong (Himantopus himantopus), Hydrobates castro, Hydrobates pelagicus, vultur egiptean (Neophron percnopterus), vultur pescar (Pandion haliaetus), Pelagodroma marina, Puffinus lherminieri, călifar roșu (Tadorna ferruginea).